# Frangepán II. István
Frangepán II. István (horvátul: Stjepan II. Frankopan, latinul: Stephanus de Frangapan, 1330 – Modrus, 1390. február vagy március) a Frangepán családból származó horvát főnemes, vegliai és modrusi gróf.

## Családja
Frangepán VIII. Bertalan vegliai gróf fia, és Frangepán V. János testvére volt. Egy ismeretlen nevű nővére Hugóhoz, Duino urához mert feleségül, Margit nevű húga pedig Otto von Stuberberg felesége lett. István felesége Carrara Katalin, Francesco Carrarának, Padova urának lánya volt, akitől két gyermeke született. Közülük György még 1412 előtt meghalt, Erzsébet Cillei Frigyeshez ment feleségül, aki 1422-ben álnok módon meggyilkolta, hogy feleségül vehesse szeretőjét, Dešnić Veronikát. A Frangepánok vádat emeltek ellene Zsigmond királynál, aki elítéltette, és apjának adta őrizetre. Apja Obercilli várába záratta, Veronikát pedig Osterwitz várában megfojtatta.

## Élete
Frangepán István első említése 1343. február 21-én történt, amikor apjával, Bertalannal és testvérével, V. Jánossal jelen volt egy okmány kiállításánál. 1358-ban már I. Lajos magyar király azon tizenöt bárója egyikeként említik, akik részt vettek az uralkodó és a velenceiek békekötésében. Ezt megelőzően megszerezte a Pozsega és Zala vármegyék főispáni címét, és Milja (Muggia) elöljárójává választották. Apja halála (1360) után ö lett a család feje. 1364-ben I. Lajos király megerősítette III. András király 1292. február 27-én kelt oklevelét, melyben a család fejét Zengg, Veglia és Modrus grófjának, valamint a király lovagjának nyilvánította. Az iratban Istvánt Frankapan grófnak (comes de Frangapan) nevezi. Ebben az évben a király Istvánnak és testvérének, V. Jánosnak a részére megerősítette 1350. február 18-án apjuk, Bertalan részére kiadtott oklevelét, melyben a testvéreket Veglia, Modrus, Gatan és Vinodol grófjanak, valamint Zengg természetes urainak nevezte.
1365 áprilisában a testvérek megegyezésre jutottak a családi birtokok felosztásáról, melyről 18-án dokumentumot állítottak ki. Eszerint István megkapta nagybátyjuk, III. Duim birtokait, Trsat, Bakar és Bribir várait, valamint Veglia (Krk) szigetének felét, Zengget pedig a testvérek közösen irányították. A felosztás után István Zenggben maradt, ahol augusztus 12-én oklevelet adott ki a zenggi ferencesek részére, amelyben havi 50 solidus járadékot ígért nekik. 1372-ben Padovába utazott, ahol nagy pompával fogadták és ahol feleségül vette Katalint, Francesco Carrarának Padova urának lányát. Galeazzo Gataro padovai történész azt írja, hogy ez a házasság Lajos király külön kérésére jött létre, aki meg akarta mutatni, mennyire értékelik és szeretik barátját és szövetségesét Itáliában. Maga az esküvő június 13-án volt, majd június 22-ig különféle ünnepségek és táncok zajlottak, mely alkalomból a padovai polgárok ajándékokkal árasztották el az ifjú házasokat, akiket az egész nép ünnepélyes körmenetben kísért. Még aznap este megérkeztek Velencébe, ahonnan másnap hajóztak tovább, június 27-én pedig Zenggbe érkeztek, ahol újrakezdődtek a táncos rendezvények és az ünnepségek. Hazatérése után feleségével Tržac várába ment, ahol ettől fogva rendszeresen tartózkodott. 1378-ban rendházat alapított a modrusi ferencesek számára.
Pénzzel támogatta Lajos király Velence elleni 1378 és 1381 közötti háborúját. Míg István és felesége Katalin 1380 nyarát Zágrábban és Kőrösben töltötték, ahol tízezer dukátot adtak kölcsön a királynak, és elzálogosították a kulpamenti Szjenicsák várát, addig a Lodovico Loredano admirális vezette velencei flotta felgyújtotta Zengget és Baškát, Krk vára pedig megadta magát neki. Lajos király 1382-ben bekövetkezett halála után István Durazzói Károly mellé állt, aki 1386. január 22-én Budán kiadott számára egy oklevelet, amelyben jóváhagyta, hogy István még fiatal lányára, Erzsébetre ruházza át az öröklési jogokat arra az esetre, ha férfi leszármazott nélkül halna meg. 1380-ban negyvenezer forintot adott leányának, és átadta neki Modrus vármegyét és Tržac várát. Ugyanebben az évben eljegyezte őt Cillei II. Frigyessel.
A Tengermelléken és Modrusban a szomszédos német nemesek mintájára egyfajta területi katonai szolgálatot hozott létre. 1365-ben bátyjával, V. Jánossal latin nyelven fogalmazta meg Zengg statútumát, 1388-ban pedig Vrbnikben horvátul glagolita nyelven megírta Krk szigetének statútumát is. Abban az évben, amikor Padova Gian Galeazzo Visconti milánói herceg uralma alá került menedéket és segítséget nyújtott sógorának, Francesco Carrarinak. Frangepán István 1390 februárjában vagy márciusában halt meg Modrusban, valószínűleg az elmúlt évben szerzett betegsége miatt. Özvegyét, Katalint és egyetlen lányát, Erzsébetet hagyta hátra, aki Cillei Frigyes gróf jegyese volt. István gróf már két évvel korábban 40 000 aranyforintot biztosított számára, és ráhagyta Modrus egész birtokát.